# Печники (фильм)
«Печники» — советский телефильм 1982 года режиссёра Владимира Храмова по мотивам рассказов Александра Твардовского «Печники», «Погляжу, какой ты милый», «Возвращение».

## Сюжет
Алексей Греков, капитан запаса «с девятью правительственными наградами», а ныне — молодой учитель русского языка и литературы, приступает к работе в школе села Сухово. В выделенном ему для проживания доме он обнаруживает сильно чадящую печь-голландку, которую клали пленные немецкие солдаты, ничего не понимающие в этом деле. Местные горе-печники ещё дважды её перекладывали, но никакого положительного эффекта это не дало — печь по-прежнему продолжает сильно дымить, а дрова даже не занимаются. Для Грекова это серьёзная проблема, поскольку сам он может и «шинелью укрыться», но приближается зима, а к нему со дня на день должны приехать жена с пятимесячным сыном.
Чтобы попросить перебрать печь Греков идёт к единственному в округе профессиональному печнику — Егору Яковлевичу Корню, почётному железнодорожнику, находящемуся на пенсии. Но тот отказывается браться за работу, поскольку опасается, что жители села с похожими проблемами, прознав, что он переложил печь Грекову, выстроятся к нему в очередь, а у него только «две руки, одна голова — больше нету».
В итоге за перебор голландки берётся военком, «и швец, и жнец, и в дуду игрец», сложивший у себя печь, которая устраивает и его самого, и его жену. Во время осмотра печи и проверки трубы на засор появляется Корень, который всё же берётся помочь Грекову и военкому в качестве наставника. Спустя два дня, несколько шуточно-поучительных примеров Корня и глубоко философской беседы о поэзии, печь готова — поленья весело разгораются, в доме становится тепло и уютно. На следующий день Греков едет на станцию и встречает жену с ребёнком...

## В ролях
- Николай Бурляев — Алексей Трофимович Греков, учитель, капитан запаса Красной Армии
- Олег Табаков — районный военный комиссар, майор Красной Армии
- Александр Соколов — Егор Яковлевич Корень, печник
- Борис Новиков — Фёдор, школьный завхоз
- Инна Макарова — Зоя, буфетчица
- Людмила Крылова — Мария Федоровна, директор школы
- Владимир Кашпур — Михаил Мартынович, плотник
- Ия Арепина — учительница
- Алексей Кудинович — балагур
- Евдокия Германова — Лёля, жена Грекова
- Владимир Калмыков — Кузьма Иванович, собеседник в привокзальном буфете
- Светлана Дирина — посетительница станционного буфета
- Николай Погодин — посетитель станционного буфета
- Мария Скворцова — посетительница станционного буфета
- Анатолий Щукин — посетитель станционного буфета